# نهر فيلاين

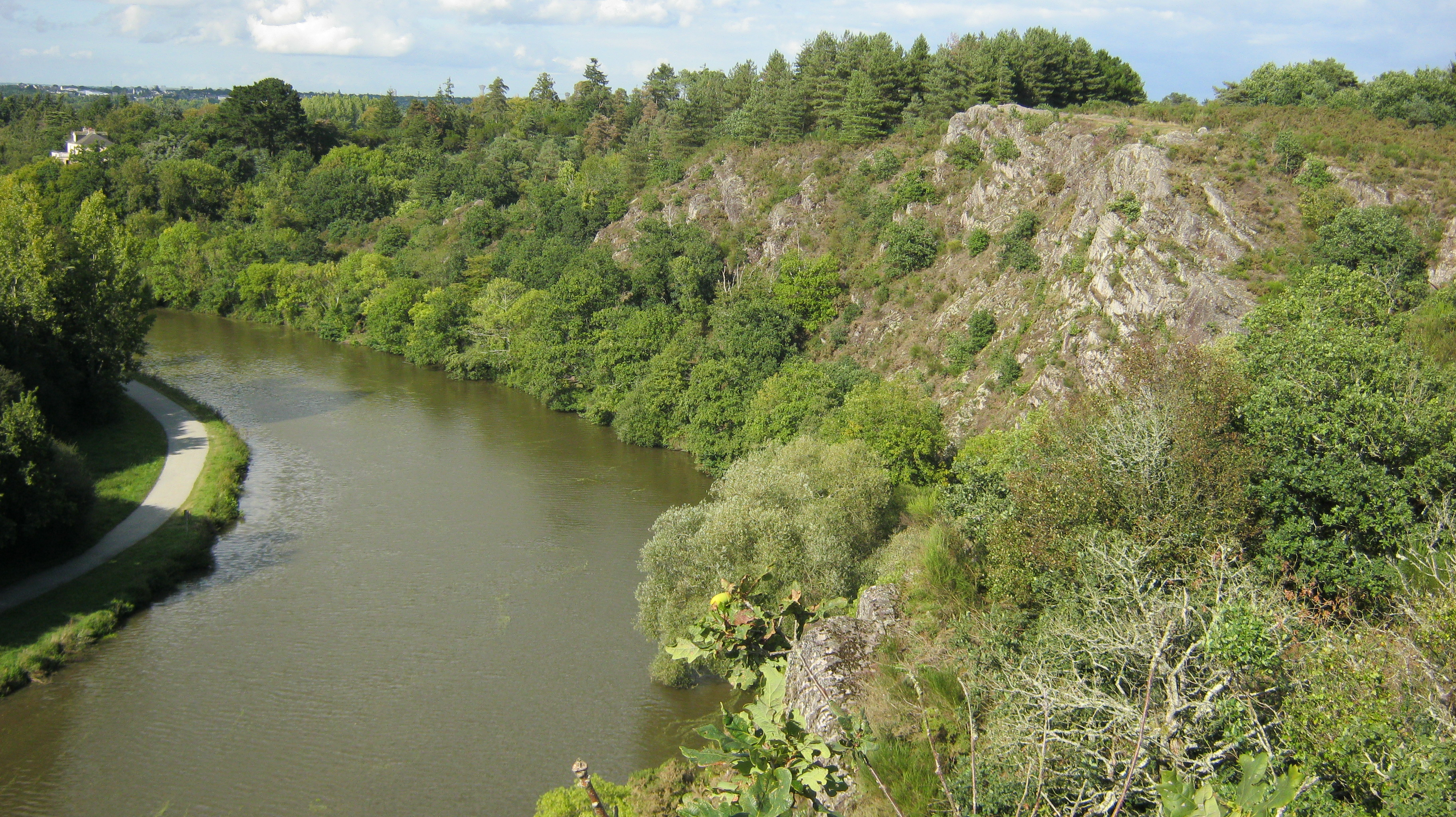
نهر فيلاين في بروز.

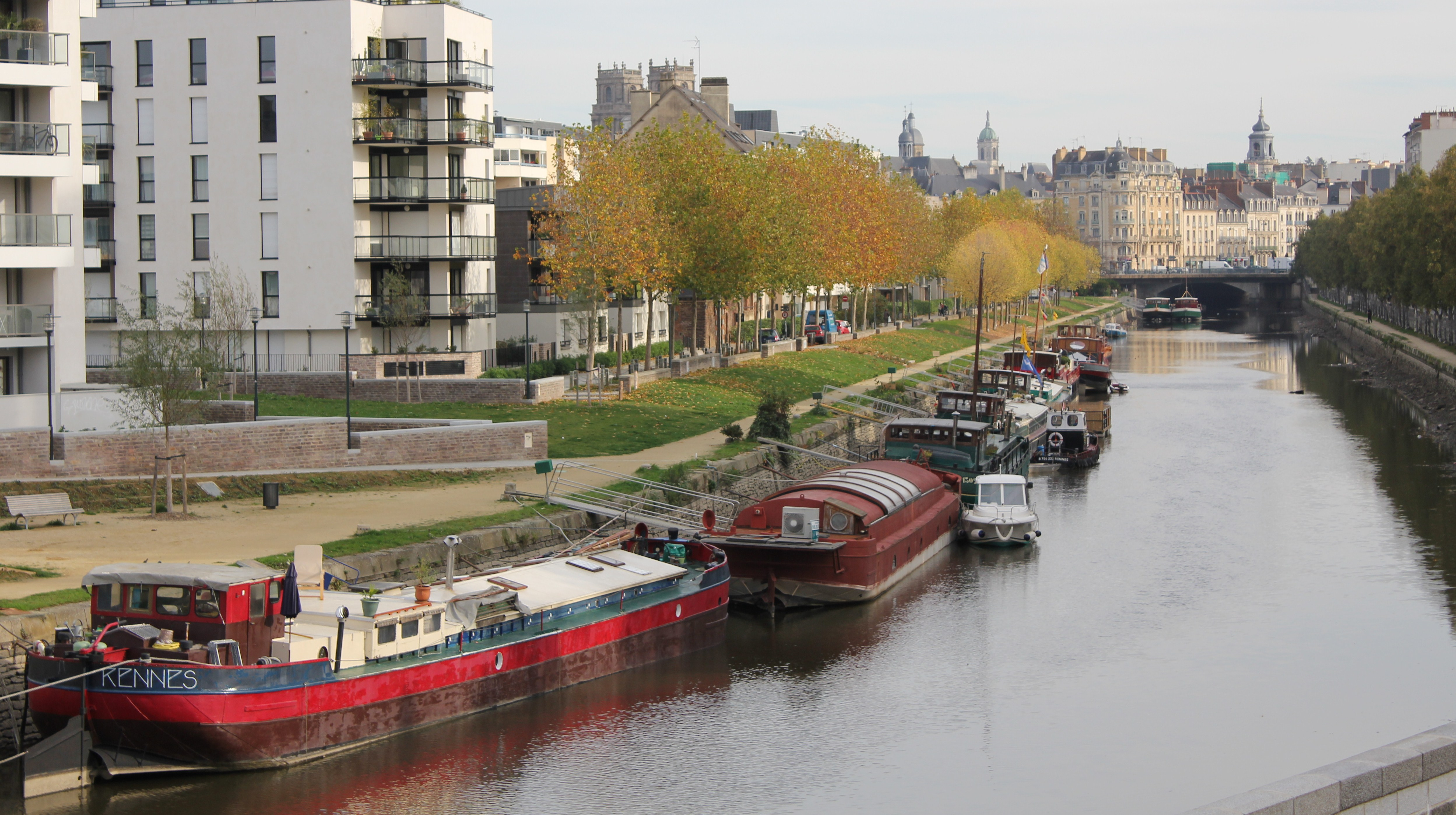
فهر فيلاين في رين.

نهر فيلاين نهر فيلاين (بالإنجليزيه: Vilaine river) هو نهر يقع في منطقه بريتاني, غرب فرنسا. ينبوع نهر فيلاين في إقليم ماين حيث ينتهي هذا النهر في منطقه بنيسين (بالإنجليزيه: Pennestin) من إقليم موربيهان (بالنجليزيه: Morbihan. يبلغ طول النهر 218 كيلو متر. النهر ينضم إلى نهر إيليت ونهر الرانس عن طريق قناة دي إيليت إي رانس التي تقع في مدينه رين, فرنسا.

## مجرى النهر
النهر يجري عبر اربعه أقاليم (ماين, إيل وفيلان, لوار الأطلسية و موربيهان) و اربع مدن رئيسيه تتواجد في هذه الأقاليم (راين, فيتري, ريدون و لاروش-بيرناند)
تم بناء ثلاثه سدود للنهر لتجنب الفيضان والحفاظ على المياه الصالحه للشرب وكذلك الترفيه:
- 1976 سد فاليه
- 1982 سد هوت-فيلاين
- 1995 سد فيلامور

## هايدرولوجيا (علم المياه)
النهر يتدفق بكميه قرابة 1500 متر مكعب في الثانية